# Andrei Cerkasov
Andrei Cerkasov (n. 4 iulie 1970, Ufa, RSFS Rusă, URSS) este un jucător de tenis rus, medaliat olimpic. A participat la 2 ediții ale Jocurilor Olimpice (1988, 1992) în care a câștigat o medalie de bronz.